# Arvid Erwall
Arvid Edvard Erwall, född 23 januari 1884 i Lindesberg, död 13 augusti 1947 i Stockholm, var en svensk skådespelare.

## Biografi
Erwall debuterade 1914 i Mauritz Stillers Det röda tornet och kom under 1930- och 1940-talen att medverka i ytterligare tre filmer. Han var även verksam vid Stora Teatern i Göteborg. Erwall är begravd på Bromma kyrkogård.

## Filmografi
- 1914 – Det röda tornet
- 1930 – Ulla, min Ulla
- 1939 – Rosor varje kväll
- 1944 – Appassionata

## Teater

### Roller (ej komplett)
| År   | Roll                                        | Produktion                                                                         | Regi                            | Teater                         |
| ---- | ------------------------------------------- | ---------------------------------------------------------------------------------- | ------------------------------- | ------------------------------ |
| 1907 | Sandfeldt                                   | Garfvar-Olle Harald Leipziger                                                      |                                 | Alfred Lundbergs sällskap      |
| 1917 | Osborn                                      | Stövlett-Kathrine Dikken von der Lyhe Zernichow                                    | Einar Fröberg                   | Intima teatern                 |
| 1918 | Kennedy Bird                                | Fröken X, Box 1742 Cyril Harcourt                                                  | Albert Ståhl                    | Djurgårdsteatern               |
| 1923 | Wu                                          | Öster om Suez W. Somerset Maugham                                                  | Ernst Eklund                    | Komediteatern                  |
| 1924 | Tom Sterret                                 | Dulcie George S. Kaufman och Marc Connelly                                         | Einar Fröberg                   | Komediteatern                  |
| 1926 | Mr Whipple                                  | Chou-Chou Jacques Bousqeet och Alexandre Madis                                     | Einar Fröberg                   | Blancheteatern                 |
| 1931 | Kongl. sekter Kolmodin                      | Dunungen Selma Lagerlöf                                                            | Gustaf Linden                   | Skansens friluftsteater        |
| 1932 | Vauclin                                     | Svindlare Louis Verneuil                                                           | Rudolf Wendbladh                | Helsingborgs stadsteater       |
| 1932 | Hook Nils Chesnecopherus General Knyphausen | Vi Ludvig Nordström                                                                | Rudolf Wendbladh                | Helsingborgs stadsteater       |
| 1932 | Regissören                                  | Du och jag Ralph Benatzky och Hans Müller-Einigen                                  | Rudolf Wendbladh                | Helsingborgs stadsteater       |
| 1933 | Göransson                                   | Kalle Karlssons knepigheter Oscar Rydqvist                                         | Rudolf Wendbladh                | Helsingborgs stadsteater       |
| 1933 | Steynitz                                    | Före solnedgången Gerhart Hauptmann                                                | Rudolf Wendbladh                | Helsingborgs stadsteater       |
| 1933 | Weir                                        | En idealisk hustru Peter Garland                                                   | Rudolf Wendbladh                | Helsingborgs stadsteater       |
| 1933 | Francis Keating                             | Ungkarlspappan Edward Childs Carpenter                                             | Albert Nycop                    | Helsingborgs stadsteater       |
| 1933 | Andreas Blek af Nosen                       | Trettondagsafton William Shakespeare                                               | Rudolf Wendbladh                | Helsingborgs stadsteater       |
| 1933 | Mr. Elder                                   | Hennes stora chance Christine Jope-Slade och Sewell Stokes                         | Albert Nycop                    | Helsingborgs stadsteater       |
| 1933 | Doktorn                                     | För sant för att vara bra George Bernard Shaw                                      | Rudolf Wendbladh                | Helsingborgs stadsteater       |
| 1933 | En adelsman Biskopen Biskop Brask           | Mäster Olof August Strindberg                                                      | Rudolf Wendbladh                | Helsingborgs stadsteater       |
| 1933 | Dr Podoletz                                 | Karl den store, högerytter László Bús-Fekete                                       | Rudolf Wendbladh                | Helsingborgs stadsteater       |
| 1934 | Harry Lilja                                 | Ett brott Sigfrid Siwertz                                                          | Rudolf Wendbladh                | Helsingborgs stadsteater       |
| 1934 | Octave                                      | OBS! Nymålat René Fauchois                                                         | Albert Nycop                    | Helsingborgs stadsteater       |
| 1934 | Lodovico Dogen i Venedig                    | Othello William Shakespeare                                                        | Rudolf Wendbladh                | Helsingborgs stadsteater       |
| 1934 | Lantdomaren Bergakungen                     | Ljungby Horn Edgar Collin, Vilhelm Østergaard, och Alfred Ipsen                    | Albert Nycop                    | Helsingborgs stadsteater       |
| 1935 | Doktorn Den gamle fången                    | För sant för att vara bra George Bernard Shaw                                      | Rudolf Wendbladh                | Helsingborgs stadsteater Turné |
| 1935 | Bernard Baxley                              | Villa Guldregn J.B. Priestley                                                      | Rudolf Wendbladh                | Helsingborgs stadsteater       |
| 1935 | Nikolits, kamrer                            | Plats för de unga Paul Vulpius                                                     | Albert Nycop                    | Helsingborgs stadsteater       |
| 1935 | Amiralen Sir Bemrose Hotspot                | På grund George Bernard Shaw                                                       | Rudolf Wendbladh                | Helsingborgs stadsteater       |
| 1935 | Thompson                                    | Ett glas vatten Eugène Scribe                                                      | Rudolf Wendbladh                | Helsingborgs stadsteater       |
| 1935 | Handlande Borg                              | Kvartetten som sprängdes Birger Sjöberg                                            | Albert Nycop                    | Helsingborgs stadsteater       |
| 1936 | Den gamle fången                            | Ryttarpatrullen František Langer                                                   | Rudolf Wendbladh                | Helsingborgs stadsteater       |
| 1936 | Gyllberg                                    | Fridas visor eller Oscars fyra bekymmer eller En vecka i Lilla Paris Gösta Sjöberg | Albert Nycop                    | Helsingborgs stadsteater       |
| 1937 | En betjänt                                  | Pygmalion George Bernard Shaw                                                      | Yngve Nordwall                  | Helsingborgs stadsteater       |
| 1937 | Linsmeyer                                   | Världens lyckligaste människa Miklós László                                        | Yngve Nordwall                  | Helsingborgs stadsteater       |
| 1938 | Stenkol                                     | Mycket väsen för ingenting William Shakespeare                                     | Rudolf Wendbladh                | Helsingborgs stadsteater       |
| 1938 | Greve Brekenskij                            | Tovarisj Jacques Deval                                                             | Yngve Nordwall                  | Helsingborgs stadsteater       |
| 1938 | Karl Gyllenborg                             | Carl XII August Strindberg                                                         | Rudolf Wendbladh                | Helsingborgs stadsteater       |
| 1938 | Wilbur Massuber                             | Min fru från Paris Jacques Deval                                                   | Albert Nycop                    | Helsingborgs stadsteater       |
| 1939 | Dr Osten                                    | Med strömmen Vilém Werner                                                          | Rudolf Wendbladh                | Helsingborgs stadsteater       |
| 1939 | Fabrikören Undersökningsdomaren             | N:o 72 František Langer                                                            | Rudolf Wendbladh                | Helsingborgs stadsteater       |
| 1939 | Pastor Clement Mercer                       | I nöd och lust J.B. Priestley                                                      | Rudolf Wendbladh                | Helsingborgs stadsteater       |
| 1939 | En danslärare                               | Kärleken gör under Lope de Vega                                                    | Rudolf Wendbladh                | Helsingborgs stadsteater       |
| 1939 | Dr Schutzmacher                             | Doktorns dilemma George Bernard Shaw                                               | Rudolf Wendbladh                | Helsingborgs stadsteater       |
| 1939 | Paul Sycamore                               | Koppla av! Moss Hart och George S. Kaufman                                         | Rudolf Wendbladh                | Helsingborgs stadsteater       |
| 1940 | Lindsey                                     | Min hustru — Dr. Carson St. John Ervine                                            | Rudolf Wendbladh                | Helsingborgs stadsteater       |
| 1940 | Crooks                                      | Möss och människor John Steinbeck                                                  | Rudolf Wendbladh                | Helsingborgs stadsteater       |
| 1940 | Advokat Ferrini                             | 30 sekunder kärlek Aldo De Benedetti                                               | Albert Nycop                    | Helsingborgs stadsteater       |
| 1940 | Gustav Nord                                 | De knutna händerna Vilhelm Moberg                                                  | Rudolf Wendbladh                | Helsingborgs stadsteater       |
| 1941 | Roxy Gottlieb                               | Lyckans gullgosse Clifford Odets                                                   | Rudolf Wendbladh                | Helsingborgs stadsteater       |
| 1941 | Berry                                       | En riktig karl Noël Coward                                                         | Rudolf Wendbladh                | Helsingborgs stadsteater       |
| 1941 | Harley Valentin                             | Lycklig resa! Samson Raphaelson                                                    | Rudolf Wendbladh                | Helsingborgs stadsteater       |
| 1941 | Tavernaren                                  | Christina August Strindberg                                                        | Rudolf Wendbladh                | Helsingborgs stadsteater       |
| 1941 | Ali Baba                                    | Aladdin Adam Oehlenschläger                                                        | Herman Ahlsell Rudolf Wendbladh | Helsingborgs stadsteater       |
| 1941 | Severin                                     | Kungl. Logen Karl Farkas och Hans Lang                                             | Rudolf Wendbladh                | Helsingborgs stadsteater       |
| 1942 | Rexius                                      | Mikaels dag Harry Blomberg                                                         | Rudolf Wendbladh                | Helsingborgs stadsteater       |
| 1942 | Amédée                                      | Resan till Venedig Louis Verneuil                                                  | Albert Nycop                    | Helsingborgs stadsteater       |